# رناتو ویلیام جونز
رناتو ویلیام جونز (انگلیسی: Renato William Jones; ۵ اکتبر ۱۹۰۶ – ۲۲ آوریل ۱۹۸۱) بازیکن بسکتبال و مدیر اجرایی اهل انگلستان بود.
وی که یکی از مؤسسان فدراسیون بین‌المللی بسکتبال در سال ۱۹۳۲ بود از زمان تأسیس تا سال ۱۹۷۶ دبیرکل این فدراسیون بود، وی تلاش‌های قابل توجهی برای توسعه بسکتبال در اروپا و آسیا انجام داده است و به همین دلیل جام ویلیام جونز به افتخار وی نام‌گذاری شده است.